# Croton coccineus
Croton coccineus là một loài thực vật có hoa trong họ Đại kích. Loài này được Noronha mô tả khoa học đầu tiên năm 1790.